# Шерзинг, Матиас
Матиас Шерзинг (нем. Mathias Schersing; род. 7 октября 1964, Галле) — восточногерманский легкоатлет, специалист по бегу на короткие дистанции. Выступал за сборную ГДР по лёгкой атлетике в 1980-х годах, обладатель серебряной медали соревнований «Дружба-84», бронзовый призёр чемпионатов Европы в помещении и на открытом стадионе, действующий рекордсмен Германии в эстафете 4×400 метров, участник летних Олимпийских игр в Сеуле.

## Биография
Матиас Шерзинг родился 7 октября 1964 года в городе Галле, ГДР. Занимался лёгкой атлетикой в местном одноимённом клубе SV Halle.
Первого серьёзного успеха на международном уровне добился в сезоне 1983 года, когда вошёл в состав восточногерманской сборной и выступил на юниорском европейском первенстве в Швехате, где вместе с соотечественниками одержал победу в зачёте эстафеты 4×400 метров.
Рассматривался в качестве кандидата на участие в летних Олимпийских играх 1984 года в Лос-Анджелесе, однако ГДР вместе с несколькими другими странами восточного блока бойкотировала эти соревнования по политическим причинам. Вместо этого Шерзинг выступил на альтернативном турнире «Дружба-84» в Москве — здесь в эстафете 4×400 метров выиграл серебряную медаль, уступив только команде Советского Союза.
В 1985 году в эстафете 4×400 метров стал вторым на Кубке Европы в Москве и на Кубке мира в Канберре, на домашнем старте в Эрфурте установил ныне действующий рекорд Германии — 2:59.86.
В 1986 году на соревнованиях в Льевене превзошёл всех соперников и установил свой личный рекорд в беге на 400 метров в помещении — 46,77. На чемпионате Европы в помещении в Мадриде завоевал в той же дисциплине бронзовую награду. В этом сезоне одержал победу на чемпионате ГДР в 400-метровой дисциплине, принимал участие в чемпионате Европы в Штутгарте — взял бронзу на дистанции 400 метров, установив личный рекорд на открытом стадионе — 44,85, тогда как в эстафете 4×400 метров показал шестой результат.
В 1987 году выиграл эстафету 4×400 метров на Кубке Европы в Праге. На чемпионате мира в Риме стартовал в индивидуальном беге на 400 метров и в эстафете 4×400 метров, в обоих случаях дошёл до стадий полуфиналов.
На чемпионате ГДР 1988 года в Ростоке стал серебряным призёром в 400-метровой дисциплине, пропустив вперёд Томаса Шёнлебе. Благодаря этому успешному выступлению удостоился права защищать честь страны на Олимпийских играх в Сеуле — в программе эстафеты 4×400 метров занял в финале четвёртое место. По окончании сеульской Олимпиады завершил спортивную карьеру.
Женат на титулованной восточногерманской бегунье Петре Шерзинг (Мюллер), серебряной и бронзовой призёрке Олимпийских игр.